# Butterflies and Elvis
Butterflies and Elvis é o álbum de estúdio de estréia da cantora islandesa Yohanna, lançado pela Warner Music Group na Suécia e ainda a ser lançado em outros países europeus. Foi primeiramente produzido por Lee Horrocks, com contribuição adicional de Maria Bjork.

## Faixas
Lançamento na Suécia em 2009
1. "Is It True?" (Óskar Páll Sveinsson, Tinatin Japaridze, Chris Neil) — 3:00
2. "Beautiful Silence" (Lee Horrocks, Johanna Gudrun Jonsdottir) — 3:51
3. "I Miss You" (Lee Horrocks) — 3:51
4. "Butterflies and Elvis" (Lee Horrocks, Johanna Gudrun Jonsdottir) — 4:49
5. "Funny Thing Is" (Lee Horrocks, Johanna Gudrun Jonsdottir) — 3:40
6. "Worryfish" (Lee Horrocks) — 3:42
7. "Spaceman" (Lee Horrocks) — 3:36
8. "Say Goodbye" (Lee Horrocks, Andrea Remanda) — 3:17
9. "Rainbow Girl" (Lee Horrocks, Johanna Gudrun Jonsdottir) — 2:49
10. "The River Is Dry" (Lee Horrocks, Anthony Krizan) — 3:34
11. "Walking On Water" (Lee Horrocks, Johanna Gudrun Jonsdottir) — 4:13
12. "White Bicycle" (Lee Horrocks, Johanna Gudrun Jonsdottir) — 3:31
13. "Indian Ropetrick" — 3:58 [iTunes bonus track]

Lançamentos na Islândia em 2008 e internacional em 2009
1. "Beautiful Silence" (Lee Horrocks, Johanna Gudrun Jonsdottir) — 3:51
2. "Say Goodbye" (Lee Horrocks, Andrea Remanda) — 3:17
3. "Indian Ropetrick" — 3:58
4. "Butterflies and Elvis" (Lee Horrocks, Johanna Gudrun Jonsdottir) — 4:49
5. "Funny Thing Is" (Lee Horrocks, Johanna Gudrun Jonsdottir) — 3:40
6. "Worryfish" (Lee Horrocks) — 3:42
7. "Lose Myself" — 2:19
8. "Spaceman" (Lee Horrocks) — 3:36
9. "I Miss You" (Lee Horrocks) — 3:51
10. "Rainbow Girl" (Lee Horrocks, Johanna Gudrun Jonsdottir) — 2:49
11. "The River Is Dry" (Lee Horrocks, Anthony Krizan) — 3:34
12. "Walking On Water" (Lee Horrocks, Johanna Gudrun Jonsdottir) — 4:13
13. "White Bicycle" (Lee Horrocks, Johanna Gudrun Jonsdottir) — 3:31

## Desempenho nas paradas musicais
| Parada musical (2009) | Posição |
| --------------------- | ------- |
| Swedish Album Chart   | 20      |